# Campeonato Mundial de Halterofilismo de 2022 - Até 109 kg masculino
A categoria até 109 kg masculino foi um evento do Campeonato Mundial de Halterofilismo de 2022, disputado em Bogotá, na Colômbia, no dia 15 de dezembro de 2022.

## Calendário
Horário local (UTC-5)
| Dia            | Horário | Fase    |
| -------------- | ------- | ------- |
| 15 de dezembro | 14:00   | Grupo B |
| 15 de dezembro | 19:00   | Grupo A |

## Medalhistas
| Evento    | Ouro                   | Ouro   | Prata                  | Prata  | Bronze             | Bronze |
| --------- | ---------------------- | ------ | ---------------------- | ------ | ------------------ | ------ |
| Arranque  | Ruslan Nurudinov (UZB) | 177 kg | Mehdi Karami (IRI)     | 176 kg | Aymen Bacha (TUN)  | 175 kg |
| Arremesso | Ruslan Nurudinov (UZB) | 220 kg | Giorgi Chkheidze (GEO) | 219 kg | Rafael Cerro (COL) | 214 kg |
| Total     | Ruslan Nurudinov (UZB) | 397 kg | Giorgi Chkheidze (GEO) | 389 kg | Rafael Cerro (COL) | 388 kg |

## Recordes
Antes desta competição, o recorde mundial da prova era o seguinte:
| Recorde         | Tipo      | Atleta                  | Peso   | Local     | Data                  |
| Recorde Mundial | Arranque  | Yang Zhe (CHN)          | 200 kg | Tasquente | 24 de abril de 2021   |
| Recorde Mundial | Arremesso | Ruslan Nurudinov (UZB)  | 241 kg | Tasquente | 24 de abril de 2021   |
| Recorde Mundial | Total     | Simon Martirosyan (ARM) | 435 kg | Asgabade  | 9 de novembro de 2018 |

## Resultado
Os resultados foram os seguintes.
| Pos.              | Atleta                   | Grupo | Arranque (kg) | Arranque (kg) | Arranque (kg) | Arranque (kg)     | Arremesso (kg) | Arremesso (kg) | Arremesso (kg) | Arremesso (kg)    | Total |
| Pos.              | Atleta                   | Grupo | 1             | 2             | 3             | Resultado         | 1              | 2              | 3              | Resultado         | Total |
| ----------------- | ------------------------ | ----- | ------------- | ------------- | ------------- | ----------------- | -------------- | -------------- | -------------- | ----------------- | ----- |
| Medalha de ouro   | Ruslan Nurudinov (UZB)   | A     | 177           | 177           | 180           | Medalha de ouro   | 217            | 220            | 220            | Medalha de ouro   | 397   |
| Medalha de prata  | Giorgi Chkheidze (GEO)   | A     | 170           | 175           | 175           | 6                 | 210            | 217            | 219            | Medalha de prata  | 389   |
| Medalha de bronze | Rafael Cerro (COL)       | A     | 165           | 172           | 174           | 4                 | 205            | 211            | 214            | Medalha de bronze | 388   |
| 4                 | Mehdi Karami (IRI)       | A     | 170           | 174           | 176           | Medalha de prata  | 210            | 216            | 216            | 7                 | 386   |
| 5                 | Aymen Bacha (TUN)        | A     | 173           | 175           | 177           | Medalha de bronze | 211            | 215            | 215            | 5                 | 386   |
| 6                 | Dong Bing-cheng (TPE)    | A     | 163           | 163           | 167           | 9                 | 202            | 202            | 211            | 6                 | 378   |
| 7                 | Zaza Lomtadze (GEO)      | A     | 157           | 163           | 166           | 10                | 202            | 212            | 212            | 4                 | 378   |
| 8                 | Paweł Samoraj (POL)      | A     | 169           | 173           | 173           | 8                 | 201            | 202            | 205            | 8                 | 371   |
| 9                 | Óscar Garcés (COL)       | A     | 160           | 170           | 170           | 7                 | 200            | 210            | 212            | 10                | 370   |
| 10                | Josué Medina (MEX)       | B     | 155           | 160           | 162           | 11                | 195            | 195            | 200            | 12                | 357   |
| 11                | Sargis Martirosjan (AUT) | B     | 165           | 170           | 172           | 5                 | 186            | 190            | 190            | 14                | 356   |
| 12                | Artur Mugurdumov (ISR)   | B     | 155           | 155           | 159           | 14                | 196            | 201            | 203            | 9                 | 356   |
| 13                | José Familia (DOM)       | B     | 153           | 158           | 161           | 12                | 194            | 197            | 197            | 13                | 355   |
| 14                | Hannes Keskitalo (FIN)   | B     | 150           | 155           | 156           | 15                | 195            | 200            | 203            | 11                | 345   |
| 15                | Arnas Šidiškis (LTU)     | B     | 150           | 155           | 160           | 13                | 180            | 190            | 190            | 15                | 335   |
| —                 | Hernán Viera (PER)       | B     | 140           | 145           | 145           | 16                | —              | —              | —              | —                 | —     |